# صموئيل بي. بنسون
صموئيل بي. بنسون هو محامي وسياسي أمريكي، ولد في 28 نوفمبر 1804 في Winthrop, Maine ‏ في الولايات المتحدة، وتوفي في 12 أغسطس 1876 في يارموث ‏ في الولايات المتحدة. نشط حزبياً في حزب اليمين. وقد انتخب عضو مجلس النواب الأمريكي ‏.